# Zuid-Beveland
Zuid-Beveland (dansk: Syd-Beveland) er en tidligere ø, nu en halvø som ligger midt i den hollandske provins Zeeland. Indtil 1903 var Zuid-Beveland en ø, men den blev da forbundet til fastlandet med et jernbanedige til jernbanen mellem Roosendaal og Vlissingen som, sammen med hovedvej A58, er en vigtig forbindelse til resten af Holland. Senere knyttede Deltaprojektet (Deltawerken) Walcheren og Noord-Beveland til Zuid-Beveland. Byen Goes er øens største bebyggelse.
Udover jordbrug (dyrkning af hvede, kartofler, sukkerroer og frugt er malkekvæg, fiskeri og dyrkning af østers de vigtigste indtægtskilder. Goes er Zuid-Bevelands hovedby. Under 2. Verdenskrig foregik der hårde kampe sted her, specielt under slaget ved Schelde.

## Kommuner
| Kommune       | Indbyggertal | Areal      |
| ------------- | ------------ | ---------- |
| 1. Borsele    | 22.427       | 194,47 km² |
| 2.Goes        | 36.762       | 102,13 km² |
| 4.Kapelle     | 11.665       | 49,61 km²  |
| 7.Reimerswaal | 21.020       | 243,08 km² |

## Geografi
Zuid-Beveland er fortrinsvis en landbrugsø, som ligger mellem tre regioner, som er mere bebyggede (Randstad, Brabants byer og Flanderns rute). Zuid-Beveland ligger syd for Oosterschelde, nord for Westerschelde og deles nord-syr af to kanaler, i øst Schelde-Rijn-kanalen (som forbinder havnen i Antwerpen, Belgien til Rijn ) og i vest kanalen gennem Zuid-Beveland. Sidstnævnte kanal går tværs over øen, fra Hansweert til Yerseke. Med hensyn til andre provinser og øer, grænser den i sydvest op til Walcheren, i nord mod Noord-Beveland og i øst mod den Noord-Brabantske kommune Woensdrecht.

## Historie

### 3. og 4. århundrede
Den største delen af Zeeland blev oversvømmet, og Zuid-Beveland var praktisk talt ubeboet.

### Middelalderen
Innpolderingen (inddæmningen) af Zeeland begyndte for alvor fra det 11. århundrede, hvilket betød, at oversvømmelser længere forårsagede så store skader som tidligere. Jordbunden i Zeeland består hovedsagelig af frugtbar lerjord, en stor fordel for jordbrug. Den gode jord er en af grundene til at befolkningen langsomt men sikkert blev mere velstående. I det 13. århundrede begyndte byer og bebyggelser at vokse frem. De almindeligste erhverv var landbrug og fiskeri.

### 16. og 17. århundrede
Mange krigshandlinger fandt sted her under firsårskrigen og der var flere store oversvømmelser. Et eksempel var allerheiligenvloed 1. november 1570.

### 2. Verdenskrig
16. maj 1940 foregik der hårde kampe mellem tyske og franske motoriserede enheder ved Kapelle. De franske tropper var kommet Holland til undsætning da tyskerne angreb. 17. maj 1940 blev 65 franske soldater begravet her af Kapelles indbyggere.
Efter 2. verdenskrig blev alle franske døde flyttet hertil og genbegravet. 16. maj 1950 blev kirkegården officielt indviet. I alt er 217 franske soldater begravet her, sammen med 20 marokkanske soldater, som døde mens de gjorde tjeneste i den franske hær samt en belgisk soldat.

### Watersnood
I natten mellem 31. januar og 1. februar 1953 blev Zeeland ramt af den største oversvømmelse i flere hundrede år (watersnood). En stor del af øen, og ikke mindst byen Goes, blev knap så hårdt ramt, da det lå højere end mange andre områder. Herefter blev Deltaprojektet (Deltawerken) planlagt og startet i 1960. På den måde vil man forhindre, at provinsen igen kommer under vand. Via dette projekt fik Zeelands vejnet flere faste forbindelser til resten af Holland.

## Infrastruktur
Zuid-Bevelands vigtigste vejforbindelse er hovedvej A58, som forbinder Eindhoven og Vlissingen. Oesterdemningen forbinder øen med Tholen. Endvidere er jernbanelinjen Zeeuwse linje mellem Bergen op Zoom og Vlissingen, med en godslinje fra Goes til Sloe en vigtig forbindelse til resten af Holland. Sloe er for øvrigt Zeelands mest industrialiserede område.
Færgen som tidligere transporterede køretøjer og personer mellem Breskens og Vlissingen transporterer efter at Westerscheldetunnelen blev åbnet fodgængere og (motor)cyklister.
Westerschelde bruges af større skibe som indsejling til Antwerpen, men på grund af alle sandbankerne er det normalt, at skibene har lods om bord.

## Eksterne kilder
- Øens egen website
- Katolske folkedragter Arkiveret 27. april 2006 hos  Wayback Machine
- Protestantiske folkedragter Arkiveret 15. juli 2006 hos  Wayback Machine